# Lijst van nieuw beschreven zoogdieren (2000)
Dit is een lijst van nieuw beschreven zoogdieren uit 2000. De term "zoogdieren" omvat hier ook de overige "Mammaliaformes" (Docodonta, Haramiyida, Morganucodonta en enkele andere geslachten).

## Fossiele hogere taxa
| Naam             | Auteur                | Referentie | Commentaar |
| ---------------- | --------------------- | --- | ---------- |
| Durudawirinae    | Crosby & Archer, 2000 | Crosby, K. & Archer, M. 2000. Durudawirines, a new group of phalangeroid marsupials from the Miocene of Riversleigh, northwestern Queensland. Journal of Paleontology 74(2):327-335.                                 |            |
| Escavadodontidae | Rose & Lucas, 2000    | Rose, K.D. & Lucas, S.G. 2000. An early Paleocene palaeanodont (Mammalia, ?Pholidota) from New Mexico, and the origin of Palaeanodonta. Journal of Vertebrate Paleontology 20(1):139-156.                            |            |
| Haramiyaviidae   | Butler, 2000          | Butler, P.M. 2000. Review of the early allotherian mammals. Acta Palaeontologica Polonica 45(4):317–342. |            |
| Yaraloidea       | Muirhead, 2000        | Muirhead, J. 2000. Yaraloidea (Marsupialia, Peramelemorphia), a new superfamily of marsupial and a description and analysis of the cranium of the Miocene Yarala burchfieldi. Journal of Paleontology 74(3):512-523. |            |
| Yaralidae        | Muirhead, 2000        | Muirhead, J. 2000. Yaraloidea (Marsupialia, Peramelemorphia), a new superfamily of marsupial and a description and analysis of the cranium of the Miocene Yarala burchfieldi. Journal of Paleontology 74(3):512-523. |            |

## Fossiele geslachten
| Naam             | Auteur                                        | Referentie | Commentaar |
| ---------------- | --------------------------------------------- | --- | ---------- |
| Allorattus       | Qiu & Storch, 2000                            | Qiu, Z.-D. & Storch, G. 2000. The early Pliocene micromammalian fauna of Bilike, Inner Mongolia, China (Mammalia: Lipotyphla, Chiroptera, Rodentia, Lagomorpha). Senckenbergiana Lethaea 80(1):173-229. |            |
| Antilohyrax      | Rasmussen & Simons, 2000                      | Rasmussen, D.T. & Simons, E.L. 2000. Ecomorphological diversity among Paleogene hyracoids (Mammalia): a new species of cursorial browser from the Fayum, Egypt. Journal of Vertebrate Paleontology 20:167–176.                                                                                                  |            |
| Ashoroa          | Inuzuka, 2000                                 | Inuzuka, N. 2000. Primitive late Oligocene desmostylians from Japan and Phylogeny of the Desmostylia. Bulletin of the Ashoro Museum of Paleontology 1:91-123. |            |
| Attockicetus     | Thewissen & Hussain, 2000                     | Thewissen,J.G.M. & Hussain, S.T. 2000. Attockicetus praecursor, a new remingtonocetid cetacean from marine Eocene sediments of Pakistan. Journal of Mammalian Evolution 7(3):133-146. |            |
| Boltimys         | Sénégas & Michaux, 2000                       | Sénégas, F. & Michaux, J. 2000. Boltimys broomi gen. nov. (Rodentia, Mammalia), nouveau Muridae d'affinité incertaine du Pliocène inférieur d'Afrique du Sud. Comptes Rendus de l'Académie des Sciences - Series IIA - Sciences de la Terre et des planètes 330:521-525.                                        |            |
| Bugtirhinus      | Antoine & Welcomme, 2000                      | Antoine,P.-O. & Welcomme,J.-L. 2000. A new rhinoceros from the lower Miocene of the Bugti Hills, Baluchistan, Pakistan: the earliest elasmotheriine. Palaeontology 43(5):795-816. |            |
| Bunobrontops     | Holroyd & Ciochon, 2000                       | Holroyd, P.A. & Ciochon, R.L. 2000. Bunobrontops savagei: a new genus and species of brontotheriid perissodactyl from the Eocene Pondaung fauna of Myanmar. Journal of Vertebrate Paleontology 20(2):408–410.                                                                                                   |            |
| Calchaquitherium | Nassif, Musalem & Cerdeño, 2000               | Nasif, N.L., Musalem, S. & Cerdeño, E. 2000. A new toxodont from the late Miocene of Catamarca, Argentina, and a phylogenetic analysis of the Toxodontidae. Journal of Vertebrate Paleontology 20(3):591-600.                                                                                                   |            |
| Comodon          | Kretzoi & Kretzoi, 2000                       | Kretzoi, M. & Kretzoi, M. 2000. Fossilium Catalogus 1: Animalia. Pars 137—Index Generum et Subgenerum Mammalium. 726 pp. Backhuys Publishers, Leiden. |            |
| Durudawiri       | Crosby & Archer, 2000                         | Crosby, K. & Archer, M. 2000. Durudawirines, a new group of phalangeroid marsupials from the Miocene of Riversleigh, northwestern Queensland. Journal of Paleontology 74(2):327-335. |            |
| Escavadodon      | Rose & Lucas, 2000                            | Rose, K.D. & Lucas, S.G. 2000. An early Paleocene palaeanodont (Mammalia, ?Pholidota) from New Mexico, and the origin of Palaeanodonta. Journal of Vertebrate Paleontology 20(1):139-156. |            |
| Hsanotherium     | Ducrocq, Soe, Bo, Benammi, Tun & Jaeger, 2000 | Ducrocq, S., Soe, A.N., Bo, B., Benammi, M., Tun, T. & Jaeger, J.-J. 2000. First record of an Anthracobunidae (Mammalia, ?Tethytheria) from the Eocene of the Pondaung Formation, Myanmar. Comptes Rendus de l'Academie des Sciences, Serie II. Sciences de la Terre et des planetes 330:725-730.               |            |
| Karstala         | Czaplewski & Morgan, 2000                     | Czaplewski, N.J. & Morgan, G.S. 2000. A new verspertilionid bat (Mammalia: Chiroptera) from the early Miocene (Hemingfordian) of Florida, USA. Journal of Vertebrate Paleontology 20(4): 736-742. |            |
| Karydomys        | Theocharopoulos, 2000                         | Theocharopoulos, C.D. 2000. Late Oligocene–middleMiocene Democricetodon, Spanocricetodon and Karydomys n. gen. from the eastern Mediterranean area. Gaia 8:i-xix+1-92. |            |
| Kutchicetus      | Bajpai & Thewissen, 2000                      | Bajpai, S. & Thewissen, J.G.M. 2000. A new, diminutive Eocene whale from Kachchh (Gujarat, India) and its implications for locomotor evolution. Current Science 79(10):1478-1482. |            |
| Litodonomys      | Wang & Qiu, 2000                              | Wang, B.Y. & Qiu,Z.X. 2000. Dipodidae (Rodentia, Mammalia) from the lower member of Xianshuihe Formation in Lanzhou Basin, Gansu, China. Vertebrata PalAsiatica 38:10–35. |            |
| Mutpuracinus     | Murray & Megirian, 2000                       | Murray, P. & Megirian, D. 2000. Two new genera and three new species of Thylacinidae (Marsupialia) from the Miocene of the Northern Territory, Australia. The Beagle, Records of the Museum and Art Galleries of the Northern Territory 16:145-162.                                                             |            |
| Numatophocoena   | Ichishima & Kimura, 2000                      | Ichishima, H. & Kimura, T. 2000. A new fossil porpoise (Cetacea; Delphinoidea; Phocoenidae) from the Early Pliocene Horokaoshirarika Formation, Hokkaido, Japan. Journal of Vertebrate Paleontology 20(3):561-576.                                                                                              |            |
| Orangictis       | Morales, Pickford, Salesa & Soria, 2000       | Morales, J., Pickford, M., Salesa, M. & Soria, D. 2000. The systematic status of Kelba, Savage, 1965, Kenyalutra, Schmidt-Kittler, 1987 and Ndamathaia, Jacobs et al., 1987, (Viverridae, Mammalia) and a review of Early Miocene mongoose-like carnivores of Africa. Annales de Paléontologie 86 (4): 243-251. |            |
| Proargyrohyrax   | Hitz, Reguero, Wyss & Flynn, 2000             | Hitz, R., Reguero, M., Wyss, A.R. & Flynn, J.J. 2000. New interatheriines (Interatheriidae, Notoungulata) from the Paleogene of Central Chile and Southern Argentina. Fieldiana: Geology (New Series) 42:1-26.                                                                                                  |            |
| Prospermophilus  | Qiu & Storch, 2000                            | Qiu, Z. & Storch, G. 2000. The early Pliocene Micromammalian Fauna of Bilike, Inner Mongolia, China (Mammalia: Lipotyphla, Chiroptera, Rodentia, Lagomorpha). Senckenbergiana lethaea 80(1):173-229. |            |
| Pseudodiplacodon | Mader, 2000                                   | Mader, B.J. 2000. Pseudodiplacodon, a new generic name for Diplacodon progressum Peterson (Mammalia, Perissodactyla, Brontotheriidae). Journal of Vertebrate Paleontology 20(1):164-166. |            |
| Santiagorothia   | Hitz, Reguero, Wyss & Flynn, 2000             | Hitz, R., Reguero, M., Wyss, A.R. & Flynn, J.J. 2000. New interatheriines (Interatheriidae, Notoungulata) from the Paleogene of Central Chile and Southern Argentina. Fieldiana: Geology (New Series) 42:1-26.                                                                                                  |            |
| Simoclaenus      | De Muizon & Cifelli, 2000                     | de Muizon, C. & Cifelli, R.L. 2000. The “condylarths” (archaic Ungulata, Mammalia) from the early Palaeocene of Tiupampa (Bolivia): implications on the origin of the South American ungulates. Geodiversitas 22:47–150.                                                                                        |            |
| Sinozapus        | Qiu & Storch, 2000                            | Qiu, Z. & Storch, G. 2000. The early Pliocene Micromammalian Fauna of Bilike, Inner Mongolia, China (Mammalia: Lipotyphla, Chiroptera, Rodentia, Lagomorpha). Senckenbergiana lethaea 80(1):173-229. |            |
| Tafimys          | Ortiz, Pardiñas & Steppan, 2000               | Ortiz, P.E., Pardiñas, U.F.J. & Steppan, S.J. 2000. A new fossil phyllotine (Rodentia: Muridae) from northwestern Argentina and relationships of the Reithrodon group. Journal of Mammalogy 81(1):37-51, Feb 2000.                                                                                              |            |
| Tyarrpecinus     | Murray & Megirian, 2000                       | Murray, P. & Megirian, D. 2000. Two new genera and three new species of Thylacinidae (Marsupialia) from the Miocene of the Northern Territory, Australia. The Beagle, Records of the Museum and Art Galleries of the Northern Territory 16:145-162.                                                             |            |
| Valenia          | De Muizon & Cifelli, 2000                     | de Muizon, C. & Cifelli, R.L. 2000. The “condylarths” (archaic Ungulata, Mammalia) from the early Palaeocene of Tiupampa (Bolivia): implications on the origin of the South American ungulates. Geodiversitas 22:47–150.                                                                                        |            |
| Widanelfarasia   | Seiffert & Simons, 2000                       | Seiffert, E.R. & Simons, E.L. 2000. Widanelfarasia, a diminutive placental from the late Eocene of Egypt. Proceedings of the National Academy of Sciences 97(6)2646-2651. |            |
| Xenosmilus       | Martin, Babiarz, Naples & Hearst, 2000        | Martin, L.D., Babiarz, J.P., Naples, V.L. & Hearst, J. 2000. Three ways to be a saber-toothed cat. Naturwissenschaften 87 (1): 41-44. |            |
| Zhailimeryx      | Guo, Dawson & Beard, 2000                     | Guo, J., Dawson, M.R. & Beard, K.C. 2000. Zhailimeryx, a new lophiomerycid artiodactyl (Mammalia) from the late middle Eocene of central China and the early evolution of ruminants. Journal of Mammalian Evolution 7(4):239-258.                                                                               |            |

## Fossiele soorten
| Naam                           | Auteur                                                                       | Referentie | Commentaar                                        |
| ------------------------------ | ---------------------------------------------------------------------------- | --- | ------------------------------------------------- |
| Acratocnus ye                  | MacPhee, White & Woods, 2000                                                 | MacPhee, R.D.E., White, J.L. & Woods, C.A. 2000. New megalonychid sloths (Phyllophaga, Xenarthra) from the Quaternary of Hispaniola. American Museum Novitates 3303:1-32, 16 October 2000. |                                                   |
| Allorattus engesseri           | Qiu & Storch, 2000                                                           | Qiu, Z.-D. & Storch, G. 2000. The early Pliocene micromammalian fauna of Bilike, Inner Mongolia, China (Mammalia: Lipotyphla, Chiroptera, Rodentia, Lagomorpha). Senckenbergiana Lethaea 80(1):173-229. |                                                   |
| Antilohyrax pectidens          | Rasmussen & Simons, 2000                                                     | Rasmussen, D.T. & Simons, E.L. 2000. Ecomorphological diversity among Paleogene hyracoids (Mammalia): a new species of cursorial browser from the Fayum, Egypt. Journal of Vertebrate Paleontology 20:167–176.                                                                                                  |                                                   |
| Apodemus lii                   | Qiu & Storch, 2000                                                           | Qiu, Z.-D. & Storch, G. 2000. The early Pliocene micromammalian fauna of Bilike, Inner Mongolia, China (Mammalia: Lipotyphla, Chiroptera, Rodentia, Lagomorpha). Senckenbergiana Lethaea 80(1):173-229. |                                                   |
| Aratomys bilikeensis           | Qiu & Storch, 2000                                                           | Qiu, Z. & Storch, G. 2000. The early Pliocene Micromammalian Fauna of Bilike, Inner Mongolia, China (Mammalia: Lipotyphla, Chiroptera, Rodentia, Lagomorpha). Senckenbergiana lethaea 80(1):173-229. |                                                   |
| Arcius zbyszewskii             | Estravís, 2000                                                               | Estravís, C. 2000. Nuevos mamíferos del Eoceno Inferior de Silveirinha (Baixo Mondego, Portugal). Coloquios de Paleontología 51:281-311. |                                                   |
| Ashoroa laticosta              | Inuzuka, 2000                                                                | Inuzuka, N. 2000. Primitive late Oligocene desmostylians from Japan and Phylogeny of the Desmostylia. Bulletin of the Ashoro Museum of Paleontology 1:91-123. |                                                   |
| Attockicetus praecursor        | Thewissen & Hussain, 2000                                                    | Thewissen,J.G.M. & Hussain, S.T. 2000. Attockicetus praecursor, a new remingtonocetid cetacean from marine Eocene sediments of Pakistan. Journal of Mammalian Evolution 7(3):133-146. |                                                   |
| Balbaroo fangaroo              | Cooke, 2000                                                                  | Cooke, B.N. 2000. Cranial Remains of a New Species of Balbarine Kangaroo (Marsupialia: Macropodoidea) from the Oligo-Miocene Freshwater Limestone Deposits of Riversleigh World Heritage Area, Northern Australia. Journal of Paleontology 74(2):317-326.                                                       |                                                   |
| Baluchimys karbiense           | Marivaux, Benammia, Ducrocq, Jaeger & Chaimanee, 2000                        | Marivaux, L., Benammia, M., Ducrocq, S., Jaeger, J.-J. & Chaimanee, Y. 2000. A new baluchimyine rodent from the Late Eocene of the Krabi Basin (Thailand): palaeobiogeographic and biochronologic implications. Comptes Rendus de l’Académie des Sciences 331 (6): 427-433.                                     |                                                   |
| Behemotops katsuiei            | Inuzuka, 2000                                                                | Inuzuka, N. 2000. Primitive late Oligocene desmostylians from Japan and Phylogeny of the Desmostylia. Bulletin of the Ashoro Museum of Paleontology 1:91-123. |                                                   |
| Boltimys broomi                | Sénégas & Michaux, 2000                                                      | Sénégas, F. & Michaux, J. 2000. Boltimys broomi gen. nov. (Rodentia, Mammalia), nouveau Muridae d'affinité incertaine du Pliocène inférieur d'Afrique du Sud. Comptes Rendus de l'Académie des Sciences - Series IIA - Sciences de la Terre et des planètes 330:521-525.                                        |                                                   |
| Bransatoglis attenuatus        | Pelaez-Campomanes, 2000                                                      | Peláez-Campomanes, P. 2000. Mammalian faunas from the Paleogene of the Sierra Palomera (Teruel, Spain). Journal of Paleontology 74(2):336-348. |                                                   |
| Bugtirhinus praecursor         | Antoine & Welcomme, 2000                                                     | Antoine,P.-O. & Welcomme,J.-L. 2000. A new rhinoceros from the lower Miocene of the Bugti Hills, Baluchistan, Pakistan: the earliest elasmotheriine. Palaeontology 43(5):795-816. |                                                   |
| Bunobrontops savagei           | Holroyd & Ciochon, 2000                                                      | Holroyd, P.A. & Ciochon, R.L. 2000. Bunobrontops savagei: a new genus and species of brontotheriid perissodactyl from the Eocene Pondaung fauna of Myanmar. Journal of Vertebrate Paleontology 20(2):408–410.                                                                                                   |                                                   |
| Calchaquitherium mixtum        | Nassif, Musalem & Cerdeño, 2000                                              | Nasif, N.L., Musalem, S. & Cerdeño, E. 2000. A new toxodont from the late Miocene of Catamarca, Argentina, and a phylogenetic analysis of the Toxodontidae. Journal of Vertebrate Paleontology 20(3):591-600.                                                                                                   |                                                   |
| Chardinomys bilikeensis        | Qiu & Storch, 2000                                                           | Qiu, Z.-D. & Storch, G. 2000. The early Pliocene micromammalian fauna of Bilike, Inner Mongolia, China (Mammalia: Lipotyphla, Chiroptera, Rodentia, Lagomorpha). Senckenbergiana Lethaea 80(1):173-229. |                                                   |
| Daulestes nessovi              | McKenna,Kielan-Jaworowska & Meng, 2000                                       | McKenna, M.C., Kielan_Jaworoska, K. & Meng, J. 2000), Earliest eutherian mammal skull from the Late Cretaceous (Coniacian) of Uzbekistan. Acta Palaeontologica Polonica 45(1):1-54. | Uchkudukodon nessovi Archibald & Averianov, 2006  |
| Desmanella rietscheli          | Storch & Dahlmann, 2000                                                      | Storch, G. & Dahlmann, T. 2000. Desmanella rietscheli, ein neuer Talpide aus dem Obermiozän von Dorn-Dürkheim 1, Rheinhessen (Mammalia, Lipotyphla). Carolinea 58:65-69. |                                                   |
| Diceros australis              | Guérin, 2000                                                                 | Guérin, C. 2000. The Neogene rhinoceroses of Namibia. Palaeontologia Africana 36:119–138. |                                                   |
| Donrussellia lusitanica        | Estravís, 2000                                                               | Estravís, C. 2000. Nuevos mamíferos del Eoceno Inferior de Silveirinha (Baixo Mondego, Portugal). Coloquios de Paleontología 51:281-311. |                                                   |
| Durudawiri inusitatus          | Crosby & Archer, 2000                                                        | Crosby, K. & Archer, M. 2000. Durudawirines, a new group of phalangeroid marsupials from the Miocene of Riversleigh, northwestern Queensland. Journal of Paleontology 74(2):327-335. |                                                   |
| Escavadodon zygus              | Rose & Rose, 2000                                                            | Rose, K.D. & Lucas, S.G. 2000. An early Paleocene palaeanodont (Mammalia, ?Pholidota) from New Mexico, and the origin of Palaeanodonta. Journal of Vertebrate Paleontology 20(1):139-156. |                                                   |
| Hainina pyrenaica              | Peláez-Campomanes, López-Martinez, Álvarez-Sierra & Daams, 2000              | Peláez-Campomanes, P., López-Martínez, N., Álvarez-Sierra, M.A. & Daams, R. 2000. The earliest mammal of the European Paleocene: the multituberculate Hainina. Journal of Paleontology 74(4):701-711. |                                                   |
| Hainina vianeyae               | Peláez-Campomanes, López-Martinez, Álvarez-Sierra & Daams, 2000              | Peláez-Campomanes, P., López-Martínez, N., Álvarez-Sierra, M.A. & Daams, R. 2000. The earliest mammal of the European Paleocene: the multituberculate Hainina. Journal of Paleontology 74(4):701-711. |                                                   |
| Hemicyon mayorali              | Astibia, Morales & Ginsburg, 2000                                            | Astibia, H., Morales, J. & Ginsburg, L. 2000. Hemicyon mayorali nov. sp., an Ursidae from the Middle Miocene of Tarazona de Aragon (Ebre basin, Spain). Annales de Paleontologie 86 (1): 69-79. |                                                   |
| Heterosminthus firmus          | Lopatin & Zazhigin, 2000                                                     | Lopatin, A.V. & Zazhigin, V.S. 2000. The history of the Dipodoidea (Rodentia, Mammalia) in the Miocene of Asia: 2. Zapodidae. Paleontological Journal 34:449–454. |                                                   |
| Heterosminthus lanzhouensis    | Wang & Qiu, 2000                                                             | Wang, B.Y. & Qiu,Z.X. 2000. Dipodidae (Rodentia, Mammalia) from the lower member of Xianshuihe Formation in Lanzhou Basin, Gansu, China. Vertebrata PalAsiatica 38:10–35. |                                                   |
| Heterosminthus mongoliensis    | Lopatin & Zazhigin, 2000                                                     | Lopatin, A.V. & Zazhigin, V.S. 2000. The history of the Dipodoidea (Rodentia, Mammalia) in the Miocene of Asia: 2. Zapodidae. Paleontological Journal 34:449–454. |                                                   |
| Heterosminthus mugodzharicus   | Lopatin & Zazhigin, 2000                                                     | Lopatin, A.V. & Zazhigin, V.S. 2000. The history of the Dipodoidea (Rodentia, Mammalia) in the Miocene of Asia: 2. Zapodidae. Paleontological Journal 34:449–454. |                                                   |
| Hexaprotodon lothagamensis     | Weston, 2000                                                                 | Weston, E.M. 2000. A new species of hippopotamus Hexaprotodon lothagamensis (Mammalia: Hippopotamidae) from the Late Miocene of Kenya. Journal of Vertebrate Paleontology 20(1):177-185. |                                                   |
| Hsanotherium parvum            | Ducrocq, Soe, Bo, Benammi, Tun & Jaeger, 2000                                | Ducrocq, S., Soe, A.N., Bo, B., Benammi, M., Tun, T. & Jaeger, J.-J. 2000. First record of an Anthracobunidae (Mammalia, ?Tethytheria) from the Eocene of the Pondaung Formation, Myanmar. Comptes Rendus de l'Academie des Sciences, Serie II. Sciences de la Terre et des planetes 330:725-730.               |                                                   |
| Hydrochoerus gaylordi          | MacPhee, Singer & Diamond, 2000                                              | MacPhee, R.D.E., Singer, R. & Diamond, M. 2000. Late Cenozoic land mammals from Grenada, Lesser Antilles Island-Arc. American Museum Novitates 3302:1-20. |                                                   |
| Karstala silva                 | Czaplewski & Morgan, 2000                                                    | Czaplewski, N.J. & Morgan, G.S. 2000. A new verspertilionid bat (Mammalia: Chiroptera) from the early Miocene (Hemingfordian) of Florida, USA. Journal of Vertebrate Paleontology 20(4): 736-742. |                                                   |
| Karydomys boskosi              | Theocharopoulos, 2000                                                        | Theocharopoulos, C.D. 2000. Late Oligocene–middleMiocene Democricetodon, Spanocricetodon and Karydomys n. gen. from the eastern Mediterranean area. Gaia 8:i-xix+1-92. |                                                   |
| Karydomys symeonedisi          | Theocharopoulos, 2000                                                        | Theocharopoulos, C.D. 2000. Late Oligocene–middleMiocene Democricetodon, Spanocricetodon and Karydomys n. gen. from the eastern Mediterranean area. Gaia 8:i-xix+1-92. |                                                   |
| Kowalskia zhengi               | Qiu & Storch, 2000                                                           | Qiu, Z.-D. & Storch, G. 2000. The early Pliocene micromammalian fauna of Bilike, Inner Mongolia, China (Mammalia: Lipotyphla, Chiroptera, Rodentia, Lagomorpha). Senckenbergiana Lethaea 80(1):173-229. |                                                   |
| Kutchicetus minimus            | Bajpai & Thewissen, 2000                                                     | Bajpai, S. & Thewissen, J.G.M. 2000. A new, diminutive Eocene whale from Kachchh (Gujarat, India) and its implications for locomotor evolution. Current Science 79(10):1478-1482. |                                                   |
| Leptarctus martini             | Lim & Miao, 2000                                                             | Lim,J.-D. & Miao,D.-S. 2000. New species of Leptarctus (Carnivora, Mustelidae) from the Miocene of Nebraska, USA. Vertebrata PalAsiatica 38(1):52-57. |                                                   |
| Litodonomys huangheensis       | Wang & Qiu, 2000                                                             | Wang, B.Y. & Qiu,Z.X. 2000. Dipodidae (Rodentia, Mammalia) from the lower member of Xianshuihe Formation in Lanzhou Basin, Gansu, China. Vertebrata PalAsiatica 38:10–35. |                                                   |
| Marmota korthi                 | Kelly, 2000                                                                  | Kelly, T.S. 2000. A new Hemphillian (Late Miocene) mammalian fauna from Hoye Canyon, west central Nevada. Contributions in Science, Natural History Museum of Los Angeles County 481:1-21. |                                                   |
| Megalocnus zile                | MacPhee, White & Woods, 2000                                                 | MacPhee, R.D.E., White, J.L. & Woods, C.A. 2000. New megalonychid sloths (Phyllophaga, Xenarthra) from the Quaternary of Hispaniola. American Museum Novitates 3303:1-32, 16 October 2000. |                                                   |
| Megantereon ekidoit            | Werdelin & Lewis, 2000                                                       | Werdelin, L. & Lewis, M.E. 2000. Carnivora from the South Turkwel hominid site, northern Kenya. Journal of Paleontology 74(6):1173-1180. |                                                   |
| Meldimys cardosoi              | Estravís, 2000                                                               | Estravís, C. 2000. Nuevos mamíferos del Eoceno Inferior de Silveirinha (Baixo Mondego, Portugal). Coloquios de Paleontología 51:281-311. |                                                   |
| Mimomys (Aratomys) bilikeensis | Qiu & Storch, 2000                                                           | Qiu, Z. & Storch, G. 2000. The early Pliocene micromammalian fauna of Bilike, Inner Mongolia, China (Mammalia: Lipotyphla, Chiroptera, Rodentia, Lagomorpha). In Storch, G. & Weddige, K. (eds.). Advances in vertebrate paleontology. Special issue of Senckenbergiana Lethaea 80:173-229.                     |                                                   |
| Mioeuoticus shipmani           | Phillips & Walker, 2000                                                      | Phillips, E.M. & Walker, A. 2000. A new species of fossil lorisid from the miocene of east africa. Primates. 41 (45):367-372. |                                                   |
| Mutpuracinus archibaldi        | Murray & Megirian, 2000                                                      | Murray, P. & Megirian, D. 2000. Two new genera and three new species of Thylacinidae (Marsupialia) from the Miocene of the Northern Territory, Australia. The Beagle, Records of the Museum and Art Galleries of the Northern Territory 16:145-162.                                                             |                                                   |
| Neocnus dousman                | MacPhee, White & Woods, 2000                                                 | MacPhee, R.D.E., White, J.L. & Woods, C.A. 2000. New megalonychid sloths (Phyllophaga, Xenarthra) from the Quaternary of Hispaniola. American Museum Novitates 3303:1-32, 16 October 2000. |                                                   |
| Neocnus toupiti                | MacPhee, White & Woods, 2000                                                 | MacPhee, R.D.E., White, J.L. & Woods, C.A. 2000. New megalonychid sloths (Phyllophaga, Xenarthra) from the Quaternary of Hispaniola. American Museum Novitates 3303:1-32, 16 October 2000. |                                                   |
| Nimbacinus richi               | Murray & Megirian, 2000                                                      | Murray, P. & Megirian, D. 2000. Two new genera and three new species of Thylacinidae (Marsupialia) from the Miocene of the Northern Territory, Australia. The Beagle, Records of the Museum and Art Galleries of the Northern Territory 16:145-162.                                                             |                                                   |
| Orangictis gariepensis         | Morales, Pickford, Salesa & Soria, 2000                                      | Morales, J., Pickford, M., Salesa, M. & Soria, D. 2000. The systematic status of Kelba, Savage, 1965, Kenyalutra, Schmidt-Kittler, 1987 and Ndamathaia, Jacobs et al., 1987, (Viverridae, Mammalia) and a review of Early Miocene mongoose-like carnivores of Africa. Annales de Paléontologie 86 (4): 243-251. |                                                   |
| Orientalomys sinensis          | Qiu & Storch, 2000                                                           | Qiu, Z.-D. & Storch, G. 2000. The early Pliocene micromammalian fauna of Bilike, Inner Mongolia, China (Mammalia: Lipotyphla, Chiroptera, Rodentia, Lagomorpha). Senckenbergiana Lethaea 80(1):173-229. |                                                   |
| Patriocetus kazakhstanicus     | Dubrovo & Sanders, 2000                                                      | Dubrovo, I.A. & Sanders, A.E. 2000. A new species of Patriocetus (Mamammalia, Cetacea) from the Late Oligocene of Kazakstan. Journal of Vertebrate Paleontology 20(3):577-590. |                                                   |
| Petenyia katrinae              | Qiu & Storch, 2000                                                           | Qiu, Z. & Storch, G. 2000. The early Pliocene Micromammalian Fauna of Bilike, Inner Mongolia, China (Mammalia: Lipotyphla, Chiroptera, Rodentia, Lagomorpha). Senckenbergiana lethaea 80(1):173-229. |                                                   |
| Plagiolophus huerzeleri        | Remy, 2000                                                                   | Remy, J.A. 2000. Plagiolophus huerzeleri, une nouvelle espèce de Palaeotheriidae (Perissodactyla, Mammalia) d'Oligocène inférieur (Rupélien, MP 23) à Murs (Vaucluse, France). Geobios 33(4):489-503. |                                                   |
| Proargyrohyrax curanderensis   | Hitz, Reguero, Wyss & Flynn, 2000                                            | Hitz, R., Reguero, M., Wyss, A.R. & Flynn, J.J. 2000. New interatheriines (Interatheriidae, Notoungulata) from the Paleogene of Central Chile and Southern Argentina. Fieldiana: Geology (New Series) 42:1-26.                                                                                                  |                                                   |
| Prokennalestes abramovi        | Averianov & Skutschas, 2000                                                  | Averianov, A.O. & Skutschas, P.P. 2000a. The oldest placental mammal [in Russian]. Doklady Akademii Nauk 374: 130-132. | Murtoilestes abramovi Averianov & Skutschas, 2001 |
| Pronotolagus nevadensis        | Kelly, 2000                                                                  | Kelly, T.S. 2000. A new Hemphillian (Late Miocene) mammalian fauna from Hoye Canyon, west central Nevada. Contributions in Science, Natural History Museum of Los Angeles County 481:1-21. |                                                   |
| Santiagorothia chiliensis      | Hitz, Reguero, Wyss & Flynn, 2000                                            | Hitz, R., Reguero, M., Wyss, A.R. & Flynn, J.J. 2000. New interatheriines (Interatheriidae, Notoungulata) from the Paleogene of Central Chile and Southern Argentina. Fieldiana: Geology (New Series) 42:1-26.                                                                                                  |                                                   |
| Siamotherium pondaungense      | Aung & Benammi & Bo & Chaimanee & Ducrocq & Jaeger & Soe & Thein & Tun, 2000 | |                                                   |
| Sicista wangi                  | Qiu & Storch, 2000                                                           | Qiu, Z. & Storch, G. 2000. The early Pliocene Micromammalian Fauna of Bilike, Inner Mongolia, China (Mammalia: Lipotyphla, Chiroptera, Rodentia, Lagomorpha). Senckenbergiana lethaea 80(1):173-229. |                                                   |
| Simoclaenus sylvaticus         | de Muizon & Cifelli, 2000                                                    | de Muizon, C. & Cifelli, R.L. 2000. The “condylarths” (archaic Ungulata, Mammalia) from the early Palaeocene of Tiupampa (Bolivia): implications on the origin of the South American ungulates. Geodiversitas 22:47–150.                                                                                        |                                                   |
| Sinocricetus progressus        | Qui & Storch, 2000                                                           | Qiu, Z.-D. & Storch, G. 2000. The early Pliocene micromammalian fauna of Bilike, Inner Mongolia, China (Mammalia: Lipotyphla, Chiroptera, Rodentia, Lagomorpha). Senckenbergiana Lethaea 80(1):173-229. |                                                   |
| Sinozapus volkeri              | Qiu & Storch, 2000                                                           | Qiu, Z. & Storch, G. 2000. The early Pliocene Micromammalian Fauna of Bilike, Inner Mongolia, China (Mammalia: Lipotyphla, Chiroptera, Rodentia, Lagomorpha). Senckenbergiana lethaea 80(1):173-229. |                                                   |
| Sulimskia ziegleri             | Qiu & Storch, 2000                                                           | Qiu, Z. & Storch, G. 2000. The early Pliocene Micromammalian Fauna of Bilike, Inner Mongolia, China (Mammalia: Lipotyphla, Chiroptera, Rodentia, Lagomorpha). Senckenbergiana lethaea 80(1):173-229. |                                                   |
| Tafimys powelli                | Ortiz, Pardiñas & Steppan, 2000                                              | Ortiz, P.E., Pardiñas, U.F.J. & Steppan, S.J. 2000. A new fossil phyllotine (Rodentia: Muridae) from northwestern Argentina and relationships of the Reithrodon group. Journal of Mammalogy 81(1):37-51, Feb 2000.                                                                                              |                                                   |
| Tapochoerus mcmillini          | Walsh, 2000                                                                  | Walsh, S.L. 2000. Bunodont artiodactyls (Mammalia) from the Uintan (middle Eocene) of San Diego County, California. Proceedings of the San Diego Society of Natural History 37:1-27. |                                                   |
| Thylamys pinei                 | Goin & Montalvo & Visconti, 2000                                             | Goin, F.J., Montalvo, C.I. & Visconti, G. 2000. Los marsupiales (Mammalia) del Mioceno superior de la formacion Cerro Azul (Provincia de La Pampa, Argentina). Estudios Geol. 56:101-126. |                                                   |
| Tiuclaenus cotasi              | De Muizon & Cifelli, 2000                                                    | de Muizon, C. & Cifelli, R.L. 2000. The “condylarths” (archaic Ungulata, Mammalia) from the early Palaeocene of Tiupampa (Bolivia): implications on the origin of the South American ungulates. Geodiversitas 22:47–150.                                                                                        |                                                   |
| Tiuclaenus robustus            | De Muizon & Cifelli, 2000                                                    | de Muizon, C. & Cifelli, R.L. 2000. The “condylarths” (archaic Ungulata, Mammalia) from the early Palaeocene of Tiupampa (Bolivia): implications on the origin of the South American ungulates. Geodiversitas 22:47–150.                                                                                        |                                                   |
| Treposciurus manentis          | Peláez-Campomanes, 2000                                                      | Peláez-Campomanes, P. 2000. Mammalian faunas from the Paleogene of the Sierra Palomera (Teruel, Spain). Journal of Paleontology 74(2):336-348. |                                                   |
| Trischizolagus mirificus       | Qiu & Storch, 2000                                                           | Qiu, Z. & Storch, G. 2000. The early Pliocene Micromammalian Fauna of Bilike, Inner Mongolia, China (Mammalia: Lipotyphla, Chiroptera, Rodentia, Lagomorpha). Senckenbergiana lethaea 80(1):173-229. |                                                   |
| Tyarrpecinus rothi             | Murray & Megirian, 2000                                                      | Murray, P. & Megirian, D. 2000. Two new genera and three new species of Thylacinidae (Marsupialia) from the Miocene of the Northern Territory, Australia. The Beagle, Records of the Museum and Art Galleries of the Northern Territory 16:145-162.                                                             |                                                   |
| Widanelfarasia bowni           | Seiffert & Simons, 2000                                                      | Seiffert, E.R. & Simons, E.L. 2000. Widanelfarasia, a diminutive placental from the late Eocene of Egypt. Proceedings of the National Academy of Sciences 97(6)2646-2651. |                                                   |
| Widanelfarasia rasmusseni      | Seiffert & Simons, 2000                                                      | Seiffert, E.R. & Simons, E.L. 2000. Widanelfarasia, a diminutive placental from the late Eocene of Egypt. Proceedings of the National Academy of Sciences 97(6)2646-2651. |                                                   |
| Xenosmilus hodsonae            | Martin, Babiarz, Naples & Hearst, 2000                                       | Martin, L.D., Babiarz, J.P., Naples, V.L. & Hearst, J. 2000. Three ways to be a saber-toothed cat. Naturwissenschaften 87 (1): 41-44. |                                                   |
| Zhailimeryx jingweni           | Guo, Dawson & Beard, 2000                                                    | Guo, J., Dawson, M.R. & Beard, K.C. 2000. Zhailimeryx, a new lophiomerycid artiodactyl (Mammalia) from the late middle Eocene of central China and the early evolution of ruminants. Journal of Mammalian Evolution 7(4):239-258.                                                                               |                                                   |
| Zygolestes reigi               | Goin, Montalvo & Visconti, 2000                                              | Goin, F.J., Montalvo, C.I. & Visconti, G. 2000. Los marsupiales (Mammalia) del Mioceno superior de la formacion Cerro Azul (Provincia de La Pampa, Argentina). Estudios Geol. 56:101-126. |                                                   |

## Levende geslachten
| Naam           | Auteur                               | Referentie | Commentaar                |
| -------------- | ------------------------------------ | --- | ------------------------- |
| Juliomys       | González, 2000                       | González, E.M. 2000. Un nuevo genero do roedor sigmodontino de Argentina y Brazil (Mammalia: Rodentia: Sigmodontinae). Comunicaciones Zoologicas del Museo de Historia Natural de Montevideo 12:1-12.                                 |                           |
| Pipanacoctomys | Mares & Braun & Barquez & Diaz, 2000 | Mares, M. A., Braun, J.K., Barquez, R.M., & Diaz, M.M. Two new genera and species of halophytic desert mammals from isolated salt flats in Argentina. Occasional Papers, Museum of Texas Tech University, 203:1-27, 22 December 2000. |                           |
| Salinoctomys   | Mares & Braun & Barquez & Diaz, 2000 | Mares, M. A., Braun, J.K., Barquez, R.M., & Diaz, M.M. Two new genera and species of halophytic desert mammals from isolated salt flats in Argentina. Occasional Papers, Museum of Texas Tech University, 203:1-27, 22 December 2000. |                           |
| Tapecomys      | Anderson & Yates, 2000               | Anderson, S. & Yates, T.L. 2000 A new genus and species of phyllotine rodent from Bolivia. Journal of Mammalogy 81(1):18-36, Feb 2000.                                                                                                |                           |
| Grayium        | Kretzoi & Kretzoi, 2000              | | Een synoniem van Marmosa. |

## Levende ondergeslachten
| Naam          | Auteur        | Referentie | Commentaar |
| ------------- | ------------- | --- | ---------- |
| Cryptomustela | Abramov, 2000 | Abramov, A.V. 2000. A taxonomic review of the genus Mustela (Mammalia, Carnivora). Zoosystematica Rossica 8(2):357-364. |            |

## Levende soorten
| Naam                             | Auteur                                                            | Referentie | Commentaar |
| -------------------------------- | ----------------------------------------------------------------- | --- | ---------- |
| Akodon oenos                     | Braun & Mares & Ojeda, 2000                                       | Braun, J.K., Mares, M.A. & Ojeda, R.A. 2000. A new species of grass mouse, genus Akodon (Muridae: Sigmodontinae), from Mendoza Province, Argentina. Zeitschrift für Säugetierkunde 65:216-225.                                                                                    |            |
| Akodon paranaensis               | Christoff, Fagundes, Sbalqueiro, Mattevi & Yonenaga-Yassuda, 2000 | Christoff, A.U., Fagundes, V., Sbalqueiro, I.J., Mattevi, M.S. & Yonenaga-Yassuda, Y. 2000. Description of a new species of Akodon (Rodentia: Sigmodontinae) from southern Brazil. Journal of Mammalogy 81(3):838-851, 2000.                                                      |            |
| Amblysomus robustus              | Bronner, 2000                                                     | Bronner, G.N. 2000. New species and subspecies of golden mole (Chrysochloridae: Amblysomus) from Mpumalanga, South Africa. Mammalia 64:41-54. |            |
| Antechinus subtropicus           | Van Dyck & Crowther, 2000                                         | Van Dyck, S. & Crowther, M.S. 2000. Reassessment of northern representatives of the Antechinus stuartii complex (Marsupialia: Dasyuridae): A. subtropicus sp. nov. and A. adustus new status. Memoirs of the Queensland Museum, vol. 45, part 2, pp. 611-635.                     |            |
| Avahi unicolor                   | Thalmann & Geissmann, 2000                                        | Thalmann, U. & Geissmann, T. 2000. Distribution and Geographic Variation in the Western Woolly Lemur (Avahi occidentalis) with Description of a New Species (A. unicolor). International Journal of Primatology 21(6):915-941.                                                    |            |
| Brucepattersonius guarani        | Mares & Braun, 2000                                               | Mares, M.A. & Braun, J.K. 2000. Three new species of Brucepattersonius (Rodentia: Sigmodontinae) from Misiones Province, Argentina. Occasional Papers of the Sam Noble Oklahoma Museum of Natural History 9:1-13, 1 February 2000.                                                |            |
| Brucepattersonius misionensis    | Mares & Braun, 2000                                               | Mares, M.A. & Braun, J.K. 2000. Three new species of Brucepattersonius (Rodentia: Sigmodontinae) from Misiones Province, Argentina. Occasional Papers of the Sam Noble Oklahoma Museum of Natural History 9:1-13, 1 February 2000.                                                |            |
| Brucepattersonius paradisus      | Mares & Braun, 2000                                               | Mares, M.A. & Braun, J.K. 2000. Three new species of Brucepattersonius (Rodentia: Sigmodontinae) from Misiones Province, Argentina. Occasional Papers of the Sam Noble Oklahoma Museum of Natural History 9:1-13, 1 February 2000.                                                |            |
| Cheirogaleus minusculus          | Groves, 2000                                                      | Groves, C.P. 2000. The Genus Cheirogaleus: Unrecognized Biodiversity in Dwarf Lemurs. International Journal of Primatology 21(6):943-962, December 2000. |            |
| Cheirogaleus ravus               | Groves, 2000                                                      | Groves, C.P. 2000. The Genus Cheirogaleus: Unrecognized Biodiversity in Dwarf Lemurs. International Journal of Primatology 21(6):943-962, December 2000. |            |
| Ctenomys paraguayensis           | Contreras, 2000                                                   | Contreras, J.L. 2000. Ctenomys paraguayensis, una nueva especie de roedor excavador procedentel del Paraguay Oriental (Mammalia, Rodentia, Ctenomyidae). Revista del Museo Argentino de Ciencias Naturales, n.s., 2(1):61-68, 2000.                                               |            |
| Lophuromys angolensis            | Verheyen & Dierckx & Hulselmans, 2000                             | Verheyen, W.N., Dierckx, T. & Hulselmans, J. 2000. The brush-furred rats of Angola and southern Rep. Congo: description of a new taxon of the Lophuromy sikapusi species complex. Bulletin de l'Institut Royal des Sciences Naturelles de Belgique: Biologie 70:253-267.          |            |
| Mesomys occultus                 | Patton & Da Silva & Malcolm, 2000                                 | Patton, J.L., da Silva, M.N.F. & Malcolm, J.R. 2000. Mammals of the Rio Juruá and the evolutionary and ecological diversification in Amazonia. Bulletin of the American Museum of Natural History 244:1-306.                                                                      |            |
| Mico acariensis                  | Van Roosmalen & Van Roosmalen & Mittermeier & Rylands, 2000       | Roosmalen, M.G.M. van, Roosmalen, T. van, Mittermeier, R.A. & Rylands, A.B. 2000. Two new species of marmoset, genus Callithrix Erxleben, 1777 (Callitrichidae, Primates), from the Tapájos/Madeira interfluvium, south central Amazonia, Brazil. Neotropical Primates 8(1):2-19. |            |
| Mico manicorensis                | Van Roosmalen & Van Roosmalen & Mittermeier & Rylands, 2000       | Roosmalen, M.G.M. van, Roosmalen, T. van, Mittermeier, R.A. & Rylands, A.B. 2000. Two new species of marmoset, genus Callithrix Erxleben, 1777 (Callitrichidae, Primates), from the Tapájos/Madeira interfluvium, south central Amazonia, Brazil. Neotropical Primates 8(1):2-19. |            |
| Microcebus berthae               | Rasoloarison & Goodman & Ganzhorn, 2000                           | Rasoloarison, R.M., Goodman, S.M., & Ganzhorn, J.U. 2000. Taxonomic revision of mouse lemurs (Microcebus) in the western portions of Madagascar. International Journal of Primatology. 21(6):963-1019.                                                                            |            |
| Microcebus sambiranensis         | Rasoloarison & Goodman & Ganzhorn, 2000                           | Rasoloarison, R.M., Goodman, S.M. & Ganzhorn, J.U. 2000. Taxonomic revision of mouse lemurs (Microcebus) in the western portions of Madagascar. International Journal of Primatology 21(6):963-1019.                                                                              |            |
| Microcebus tavaratra             | Rasoloarison, Goodman & Ganzhorn, 2000                            | Rasoloarison, R.M., Goodman, S.M. & Ganzhorn, J.U. 2000. Taxonomic revision of mouse lemurs (Microcebus) in the western portions of Madagascar. International Journal of Primatology 21(6):963-1019.                                                                              |            |
| Myosorex kihaulei                | Stanley & Hutterer, 2000                                          | Stanley, W.T. & Hutterer, R. 2000. A new species of Myosorex Gray 1832 (Mammalia: Soricidae) from the Eastern Arc mountains, Tanzania. Bonner Zoologische Beitraege 49(1-4):19-29.                                                                                                |            |
| Neacomys minutus                 | Patton & Da Silva & Malcolm, 2000                                 | Patton, J.L., da Silva, M.N.F. & Malcolm, J.R. 2000. Mammals of the Rio Juruá and the evolutionary and ecological diversification in Amazonia. Bulletin of the American Museum of Natural History 244:1-306.                                                                      |            |
| Neacomys musseri                 | Patton & Da Silva & Malcolm, 2000                                 | Patton, J.L., da Silva, M.N.F. & Malcolm, J.R. 2000. Mammals of the Rio Juruá and the evolutionary and ecological diversification in Amazonia. Bulletin of the American Museum of Natural History 244:1-306.                                                                      |            |
| Nesolagus timminsi               | Abramov & Averianov & Tikhinov, 2000                              | Averianov, A.O., Abramov, A.V. & Tikhonov, A.N. 2000. A new species of Nesolagus (Lagomorpha, Leporidae) from Vietnam with osteological description. Contributions from the Zoological Institute, St. Petersburg 3:1-22.                                                          |            |
| Notiosorex villai                | Carraway & Timm, 2000                                             | Carraway, L.N. & Timm, R.M. 2000. Revision of the extant taxa of the genus Notiosorex (Mammalia: Insectivora: Soricidae). Proceedings of the Biological Society of Washington 113:302-318.                                                                                        |            |
| Nyctophilus nebulosus            | Parnaby, 2000                                                     | Parnaby, H.E. 2002. A new species of long-eared bat (Nyctophilus: Vespertilionidae) from New Caledonia. Australian Mammalogy 23:115-124. |            |
| Ochotona nigritia                | Gong & Wang & Li, 2000                                            | Gong, Z.-D., Wang, Y.-X., Li, Z.-H., & Li, S.-Q. 2000. A new species of pika Pianma blacked pika Ochotona nigritia (Lagomorpha: Ochotonidae) from Yunnan, China. Zoological Research 21(3):204-209.                                                                               |            |
| Pipanacoctomys aureus            | Mares & Braun & Barquez & Diaz, 2000                              | Mares, M. A., Braun, J.K., Barquez, R.M., & Diaz, M.M. Two new genera and species of halophytic desert mammals from isolated salt flats in Argentina. Occasional Papers, Museum of Texas Tech University, 203:1-27, 22 December 2000.                                             |            |
| Plecotus balensis                | Kruskop & Lavrenchenko, 2000                                      | Kruskop, S.V. & Lavrenchenko, L.A. A new species of long-eared bat (Plecotus; Vespertilionidae, Mammalia) from Ethiopia. Myotis 38:5-17, December 2000. |            |
| Pseudantechinus roryi            | Coopers & Aplin & Adams, 2000                                     | Cooper, N.K., Aplin, K.P. & Adams, M. 2000. A new species of false antechinus (Marsupialia: Dasyuromorphis: Dasyuridae) from the Pilbara region, Western Australia. Records of the Western Australian Museum 20:115-136.                                                          |            |
| Rhinolophus maendeleo            | Kock & Csorba & Howell, 2000                                      | Kock, D., Csorba, G. & Howell, K.M. 2000. Rhinolophus maendeleo n. sp. from Tanzania, a horseshoe bat noteworthy for its systematics and biogeography. Senckenbergiana biologica 80(1-2):233-239.                                                                                 |            |
| Rhipidomys gardneri              | Patton & Da Silva & Malcolm, 2000                                 | Patton, J.L., da Silva, M.N.F. & Malcolm, J.R. 2000. Mammals of the Rio Juruá and the evolutionary and ecological diversification in Amazonia. Bulletin of the American Museum of Natural History 244:1-306.                                                                      |            |
| Salinoctomys loschalchalerosorum | Mares & Braun & Barquez & Diaz, 2000                              | Mares, M. A., Braun, J.K., Barquez, R.M., & Diaz, M.M. Two new genera and species of halophytic desert mammals from isolated salt flats in Argentina. Occasional Papers, Museum of Texas Tech University, 203:1-27, 22 December 2000.                                             |            |
| Tapecomys primus                 | Anderson & Yates, 2000                                            | Anderson, S. & Yates, T.L. 2000 A new genus and species of phyllotine rodent from Bolivia. Journal of Mammalogy 81(1):18-36, Feb 2000. |            |

## Levende ondersoorten
| Naam                                   | Auteur                                  | Referentie | Commentaar |
| -------------------------------------- | --------------------------------------- | --- | ---------- |
| Arvicola scherman gutsulius            | Zagorodnyuk, 2000                       | Zagorodnyuk, I.V. 2000. [Nomenclature and system of genus Arvicola.] Pp. 174-192 in [Species of the fauna of Russia and the contiguous countries. The water vole: Mode of the species.] Moscow: Nauka Publishers, 527 pp. (in Russian).                                                                  |            |
| Calomyscus elburzensis firiusaensis    | Meyer & Malikov, 2000                   | Meyer, M.N. & Malikov, V.G. 2000. [New species and subspecies of mouse-like hamsters of the genus Calomyscus (Rodentia, Cricetidae) from southern Turkmenistan.] Zoologischeskii Zhurnal 79(2):219-223 (in Russian, with English summary).                                                               |            |
| Calomyscus elburzensis zykovi          | Meyer & Malikov, 2000                   | Meyer, M.N. & Malikov, V.G. 2000. [New species and subspecies of mouse-like hamsters of the genus Calomyscus (Rodentia, Cricetidae) from southern Turkmenistan.] Zoologischeskii Zhurnal 79(2):219-223 (in Russian, with English summary).                                                               |            |
| Civettictis civetta pauli              | Kock & Künzel & Rayale, 2000            | Kock, D., Kunzel, T. & Rayaleh, H.A. 2000. The African civet, Civettictis civetta (Schreber, 1776), of Djibouti representing a new subspecies. Senckenbergiana Biologica 80:241-246. |            |
| Eothenomys custos ninglangensis        | Wang & Li, 2000                         | |            |
| Eothenomys melanogaster chenduensis    | Wang & Li, 2000                         | |            |
| Eothenomys melanogaster yingjiangensis | Wang & Li, 2000                         | |            |
| Eothenomys olitor hypolitor            | Wang, 2000                              | |            |
| Euthenomys custos cangshanensis        | Wang & Li, 2000                         | |            |
| Geomys bursarius ozarkensis            | Elrod, Zimmermann, Sudman & Heidt, 2000 | Elrod, D.A., Zimmerman, E.G., Sudman, P.D. & Heidt, G.A. 2000. A new subspecies of pocket gopher (genus Geomys) from the Ozark Mountains of Arkansas with comments on its historical biogeography. Journal of Mammalogy 81(3):852-864.                                                                   |            |
| Glossophaga longirostris maricelae     | Soriano, Fariñas & Naranjo, 2000        | Soriano, P.S., Fariñas, M.R. & Naranjo, M.E. 2000. A new subspecies of Miller's long-tongued bat (Glossophaga longirostris) from a semiarid enclave of the Venezuelan Andes. Zeitschrift für Säugetierkunde 65(6):369-374.                                                                               |            |
| Mellivora capensis buechneri           | Baryshnikov, 2000                       | Baryshnikov, G. 2000. A new subspecies of the honey badger Mellivora capensis from Central Asia. Acta Theriologica 45(1):45-55, March 2000. |            |
| Miniopterus schreibersii bassanii      | Cardinal & Christidis, 2000             | Christidis, L. & Cardinal, B.R. 2000. Mitochondrial DNA and morphology reveal three geographically distinct lineages of the large bentwing bat (Miniopterus schreibersii) in Australia. Australian Journal of Zoology 48(1):1-19, 16 March 2000.                                                         |            |
| Myotis mystacinus caucasicus           | Tsytsulina, 2000                        | Tsytsulina, K.A. in Benda, P. & Tsytsulina, K.A. 2000. Таксономическая ревизия группы Myotis mystacinus group (Mammalia: Chiroptera) в западной Палеарктике // Taxonomic revision of Myotis mystacinus group (Mammalia: Chiroptera) in the western Palearctic. Acta Soc. Zool. Bohem., 64:331-398, 2000. |            |
| Myotis mystacinus occidentalis         | Benda, 2000                             | Benda, P. in Benda, P. & Tsytsulina, K.A. 2000. Таксономическая ревизия группы Myotis mystacinus group (Mammalia: Chiroptera) в западной Палеарктике // Taxonomic revision of Myotis mystacinus group (Mammalia: Chiroptera) in the western Palearctic. Acta Soc. Zool. Bohem., 64:331-398, 2000.        |            |
| Necromys obscurus scagliarum           | Galliari & Pardiñas, 2000               | Galliari, C.A. & Pardiñas, U.F.J. 2000. Taxonomy and distribution of the sigmodontine rodents of genus Necromys in central Argentina and Uruguay. Acta Theriologica 45(2):211-232, June 2000. |            |
| Niviventer cofnucianus yajiangensis    | Deng & Wang, 2000                       | Deng, X.-Y., Feng, Q. & Wang, Y.-X. 2000. [Differentiation of subspecies of Chinese white-bellied rat (Niviventer confucianus) in southwestern China with descriptions of two new subspecies.] Zoological Research 5:375-382 (in Chinese, with English abstract).                                        |            |
| Niviventer confucianus deqinensis      | Deng & Wang, 2000                       | Deng, X.-Y., Feng, Q. & Wang, Y.-X. 2000. [Differentiation of subspecies of Chinese white-bellied rat (Niviventer confucianus) in southwestern China with descriptions of two new subspecies.] Zoological Research 5:375-382 (in Chinese, with English abstract).                                        |            |
| Tamias senex pacificus                 | Sutton & Patterson, 2000                | Sutton, D.A. & Patterson, B.D. 2000. Geographic variation of the western chipmunks Tamias senex and T. siskiyou, with two new subspecies from California. Journal of Mammalogy 81(2):209-316. |            |
| Tamias siskiyou humboldtii             | Sutton & Patterson, 2000                | Sutton, D.A. & Patterson, B.D. 2000. Geographic variation of the western chipmunks Tamias senex and T. siskiyou, with two new subspecies from California. Journal of Mammalogy 81(2):209-316. |            |